# Stade poitevin rugby
Cet article concerne la section rugby du Stade poitevin. Pour le club omnisports, voir Stade poitevin (omnisports).
Pour les articles homonymes, voir Stade poitevin.
Maillots
Actualités
Dernière mise à jour : 26 septembre 2024.
Le Stade poitevin rugby est un club français de rugby à XV fondé en 1900. Il constitue l'une des sections du Stade poitevin, club omnisports français basé au stade Paul-Rébeilleau, route de Limoges, à Poitiers, près du domaine universitaire, dans le département de la Vienne. Il évolue actuellement en Fédérale 3 et appartient à la ligue Nouvelle-Aquitaine de rugby. 
Il est entraîné depuis août 2024 par Nicolas Panno, Pierre Henry Audoin en Fédérale 3, Mathieu Legros et Samir Amechtane en Excellence B, manager du club : William Bertrand

## Histoire
A Poitiers, le "football rugby" se pratiquait régulièrement, au début dans le grand pré de Blossac, puis en 1906 dans les prés Richard, route de Lessart, avant de rejoindre en novembre 1909 le stade de la Pierre Levée, aménagé sur des terrains situés entre la route de Chauvigny et la route de Limoges, loués à la famille Raymond et dont l’accès est facilité par la ligne de tramway en service depuis 1903.
La première rencontre officielle ne s’est jouée que le 26 février 1905. 
Ces terrains seront achetés en 1924 sous forme d’une souscription de 2000 actions de 100 francs, par l'association « Les Amis du Stade », créée à cette occasion. Dans sa réunion du 21 juin 1923, le comité du Stade poitevin rugby décide que dorénavant le stade de la Pierre Levée s’appellera « stade Paul-Rébeilleau » en souvenir de son regretté président qui vient de décéder.
La section rugby à XV fut la première du club à être créée puis à remporter un titre de champion de France (2e division, en 1935).

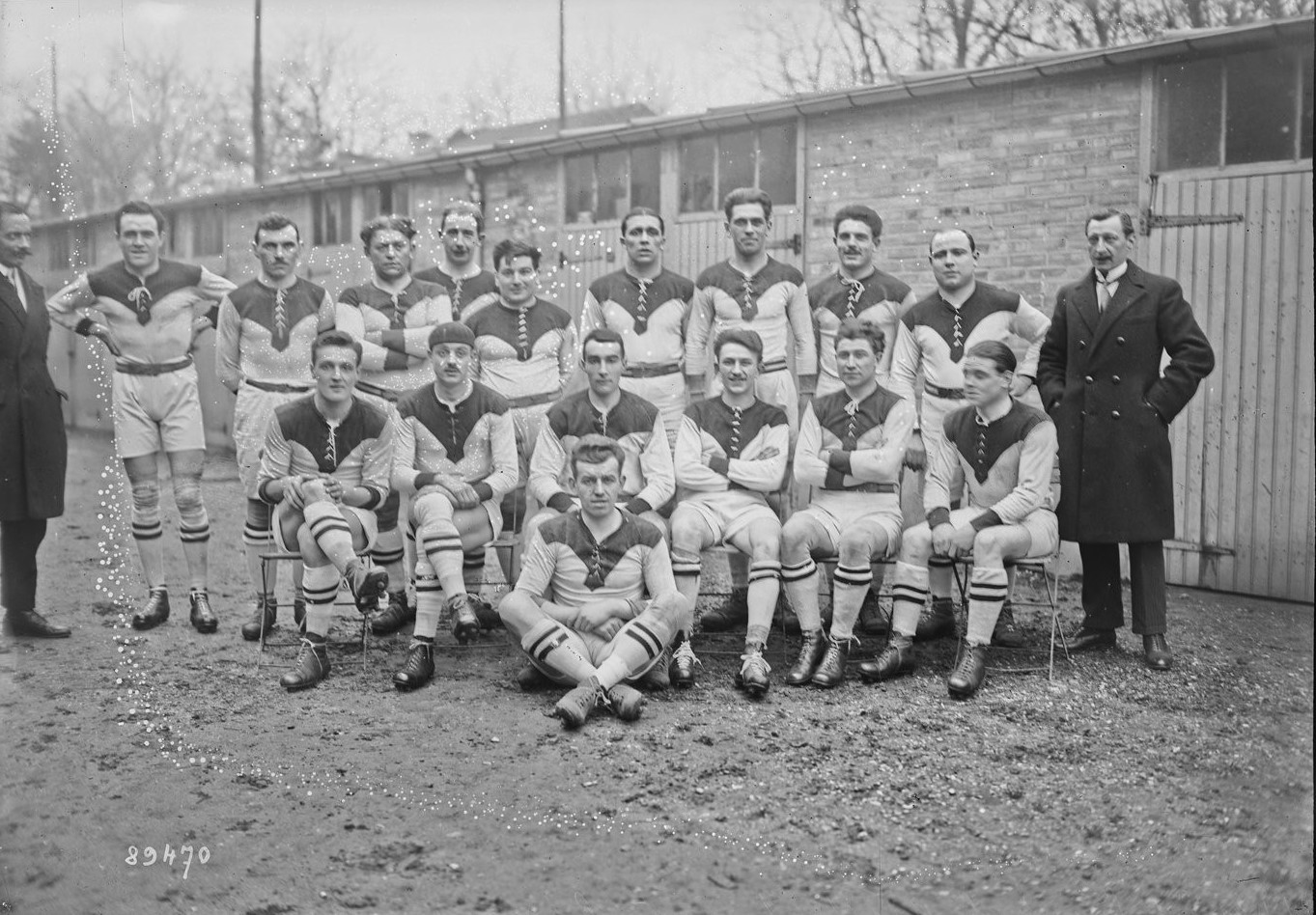
L'équipe du Stade poitevin rugby lors d'une rencontre face au Stade français rugby, le 27 janvier 1924 au Parc des Princes à Paris

En 1946, la ville de Poitiers devient propriétaire et reconstruit le stade Paul-Rébeilleau pouvant alors accueillir jusqu'à 10 000 spectateurs. Cependant après-guerre, le rugby poitevin devient moribond et doit faire face à la concurrence de nombreux clubs du sud-ouest et de la région toulousaine, terre de rugby par excellence.
Le club dispute toutefois trois saisons en première division, entre 1971, où pour sa première saison en première division, il se qualifie pour les seizièmes de finale. Il en sera de même en 1973.
Il remporte aussi le challenge de l’amitié en 1971.
Le club tombera ensuite dans l'anonymat du rugby français. Le niveau de son équipe première n’a cessé d’osciller dans une fourchette allant de la 160e à la 20e place dans la hiérarchie des clubs français. Dans les vingt dernières années, cette fourchette s’est resserré autour la 100e place.
L’équipe réserve du club est sacrée championne de France fédérale B en 1994 avant que le club ne retrouve la première division groupe B après une victoire en match de barrage contre Clamart en 1997.
Les cadets du Stade poitevin sont champions de France cadets Teulière en 2003.
Les féminines championnes de France de fédérale 2 en 2012.
En 2015-2016, le Stade poitevin termine 8e de la poule 6 de Fédérale 3. En 2017-2018 il termine 7e de la poule 8 de Fédérale 3.
Le club remonte en Fédérale 2 lors de la saison 2019 - 2020.
Le club évolue toujours en Fédérale 2, il a terminé 10e de sa poule lors de la saison 2021-2022 puis 9e de la poule 7 lors de la saison 2022-2023 avant d'être relégué en Fédérale 3 à l'issue de la saison 2023-2024
Parmi les dix clubs de rugby de la Vienne, le club est le plus important tant par le nombre de ses licenciés que par le niveau de compétition de son équipe première. Avec quelque quatre cents licenciés et adhérents, le Stade poitevin rugby est le troisième club le plus important du comité territorial Poitou-Charentes après Angoulême et le fameux Stade rochelais de La Rochelle.  
Au niveau des équipes, seul le Stade poitevin parvient à maintenir une équipe dans chaque catégorie.
C’est également le seul club à proposer du rugby féminin à XV dans le département de la Vienne, du fait de l'importance de ville de Poitiers par rapport à la situation de ses concurrents départementaux.

## Identité visuelle

### Couleurs et maillots
Les couleurs du club sont traditionnellement le noir et le blanc. 
Le club évolue soit avec un maillot blanc et un short noir, soit tout de noir vêtu selon les saisons.

### Logo
Le club adopte un nouveau logo à l'intersaison 2020.

Évolution du logo
Logo abandonné en 2020.
Logo de 2020 à 2021.
Logo depuis 2021.

## Palmarès
- Championnat de France de première division :
  - Seizième de finaliste (1) : 1971

- Championnat de France Honneur  (équivalent de la 2e division) : 
  - Champion (1) : 1935

- Championnat de France des réserves :
  - Champion (1) : 1991

- Championnat de France Cadets Teulière : 
  - Champion (1) : 2003

- Championnat Grand-Ouest de 3e Division Féminine à XII :
  - Champion (1) : 2009

- Championnat de France Fédérale 2 Féminine :
  - Champion (1) : 2012

## Personnalités du club

### Joueurs emblématiques
- David Penalva
- Jaouad Eziyar
- Fabrice Landreau
- Petre Mitu
- Jone Railomo
- Eremodo Tuni
- Maurice Colclough
- Remus Lungu
- Étienne Léobet
- Michael O'Callaghan

### Entraîneurs
- Nicolas Panno, Pierre Henry Audoin, Mathieu Legros, Samir Amechtane